# Atletisme als Jocs Olímpics d'Estiu de 1896 - 100 metres homes
Els 100 metres llisos masculins van ser el primer esdeveniment a celebrar-se en els Jocs Olímpics de l'era moderna, obrint tant l'olimpíada com les competicions d'atletisme el primer dia de competicions dels Jocs Olímpics d'Atenes de 1896, el 6 d'abril de 1896. També va ser la carrera més curta del programa olímpic. Es van inscriure 21 atletes en la primera ronda de la competició, sent dividits en tres grups de set. Sis atletes es van retirar abans de competir, i els dos més ràpids de cada eliminatòria van passar a la final, que es va celebrar el 10 d'abril. Les proves es van celebrar a l'Estadi Panathinaiko.

## Medallistes
| Or        | Plata          | Bronze                   |
| Tom Burke | Fritz Hoffmann | Alojz Sokol Francis Lane |

El Comitè Olímpic Internacional reconeix dos guanyadors de medalla de bronze perquè dos atletes van empatar al tercer lloc.

## Resultats

### Eliminatòries

#### Eliminatòria 1
| Posicin | Atleta          | Temps       |
| ------- | --------------- | ----------- |
| 1       | Francis Lane    | 12,2 segons |
| 2       | Alojz Sokol     | 12,6 segons |
| 3       | Charles Gmelin  | desconegut  |
| 4       | Alphonse Grisel | desconegut  |
| 5       | Kurt Dörry      | desconegut  |

#### Sèrie eliminatòria 2
| Posició | Atleta                    | Temps       |
| ------- | ------------------------- | ----------- |
| 1       | Thomas Curtis             | 12,2 segons |
| 2       | Aléxandros Khalkokondilis | 12,8 segons |
| 3       | Launceston Elliot         | desconegut  |
| 4       | Eugen Schmidt             | desconegut  |
| 5       | George Marshall           | desconegut  |

#### Sèrie eliminatòria 3
| Posició | Atleta              | Temps       |
| ------- | ------------------- | ----------- |
| 1       | Tom Burke           | 11,8 segons |
| 2       | Fritz Hoffmann      | 12,6 segons |
| 3       | Friedrich Traun     | desconegut  |
| 4-5     | Georgios Gennimatas | Desconegut  |
| 4-5     | Henrik Sjöberg      | desconegut  |

Tom Burke i Fritz Hoffmann van resultar una sorpresa, ja que eren coneguts per córrer distàncies mitjanes i no curtes.
Henrik Sjöberg i Georgios Gennimatas van ser els dos últims llocs, però es desconeix qui va entrar primer a la meta.

### Final
Els dos guanyadors de cada una de les tres sèries eliminatòries van córrer la final, amb l'excepció de Thomas Curtis que va decidir no córrer. Els altres dos nord-americans, acompanyats de l'alemany Hoffmann i de l'hongarès Sokol van aconseguir les medalles, per la qual cosa l'altre corredor participant a la final, grec, va ser l'únic que es va quedar sense medalla olímpica.
| Posició | Atleta                    | Temps       |
| ------- | ------------------------- | ----------- |
| Or      | Tom Burke                 | 12,0 segons |
| Plata   | Fritz Hoffmann            | 12,2 segons |
| Bronze  | Francis Lane              | 12,6 segons |
| Bronze  | Alojz Sokol               | 12,6 segons |
| 5       | Aléxandros Khalkokondilis | 12,6 segons |
| –       | Thomas Curtis             | No començà  |